# Sari Saarelainen
Sari Saarelainen, née le 1er mars 1981, est une coureuse cycliste professionnelle finlandaise. Elle a été Championne de Finlande du contre-la-montre en 2001 et 2013.

## Palmarès

### Par année
- 1998
  - 3e du championnat de Finlande sur route
- 2001
  -  Championne de Finlande du contre-la-montre
- 2002
  - 2e du championnat de Finlande du contre-la-montre
- 2003
  - 3e du championnat de Finlande du contre-la-montre
- 2010
  - 2e du championnat de Finlande sur route
- 2013
  -  Championne de Finlande du contre-la-montre
- 2014
  - 2e du championnat de Finlande sur route
- 2015
  - Tour de Charente-Maritime féminin
  - 3e du championnat de Finlande du contre-la-montre
- 2016
  - 2e du championnat de Finlande du contre-la-montre
  - 3e du championnat de Finlande sur route
- 2017
  - 2e du championnat de Finlande du contre-la-montre
  - 3e du championnat de Finlande sur route
- 2018
  - 3e du championnat de Finlande du contre-la-montre
- 2019
  - 2e du championnat de Finlande du contre-la-montre

### Classements mondiaux
| Année                                 | 2010 | 2011 | 2012 | 2013 | 2014 | 2015 | 2016 | 2017 | 2018 | 2019 | 2020 |
| ------------------------------------- | ---- | ---- | ---- | ---- | ---- | ---- | ---- | ---- | ---- | ---- | ---- |
| Classement UCI                        | 237e | nc   | 451e | 314e | 107e | 290e | 122e | 409e | 364e | 391e | 623e |
|                                       |      |      |      |      |      |      |      |      |      |      |      |
| Légende : nc = non classéSource : UCI |      |      |      |      |      |      |      |      |      |      |      |